# Parque nacional de Berbak
El Parque nacional de Berbak (en indonesio: Taman Nasional Berbak) se encuentra en la isla de Sumatra, en la provincia de Jambi en Indonesia, forma parte del bosque de pantano más grande imperturbado en el sureste de Asia, y el bosque palustre de turba con el mayor número de especies de palmeras. Protegido desde 1935 en virtud del derecho colonial holandés y más tarde declarado un parque nacional, ha sido también reconocido como un humedal de importancia internacional.
El parque nacional ocupa parte de la vasta llanura aluvial del Este de Sumatra, que comprende aproximadamente una cuarta parte de la isla. La región es predominantemente plana, siendo atravesado por una serie de serpenteantes ríos que drenan en dirección noreste hacia la costa. A lo largo de la costa y las secciones inferiores de los ríos, aparecen cordilleras extensas, playas y marismas intermareales.